# Potto de Bosman
Perodicticus potto · Potto
Pour les articles homonymes, voir Potto.
Espèce
Statut de conservation UICN

 NT  : Quasi menacé
Statut CITES
Le Potto de Bosman (Perodicticus potto), ou simplement Potto, est une espèce de primates lorisiformes. Il est pour certains auteurs la seule espèce du genre Perodicticus, alors que d'autres estiment que les sous-espèces connues doivent être élevées au rang d'espèces.

## Brève Description[1],[2]
D’une taille d’environ 30-40 cm à laquelle il faut ajouter une queue d’une dizaine de cm, il pèse généralement moins de 2kg. La tête est arrondie, avec de petites oreilles nues, et des yeux brun doré protubérants. L'index des mains est une protubérance rudimentaire, c’est-à-dire qu’il est régressé. Enveloppées de peau, les apophyses des vertèbres cervicales (c’est-à-dire des extensions osseuses) sortent des tissus environnants. En période sèche, il mange de la gomme issue de sève mais généralement il se nourrit d’insectes, de fruits, d’escargots et de végétaux tendres. Il est relativement solitaire. Les femelles parcourent un domaine vital de 3-9 ha, tandis que les mâles vivent sur 9-40 ha englobant les parcours de plusieurs femelles.
C'est un animal nocturne.
André Gide apprivoise un Potto lors de son voyage au Congo en 1925; Gide décrit l'éthologie de l'animal de façon assez précise.

## Sous-espèces
La taxonomie est encore discutée. Les quatre sous-espèces suivantes sont généralement reconnues  :
- Perodicticus potto potto (Müller, 1776)
- Perodicticus potto edwardsi (Bouvier, 1879)
- Perodicticus potto ibeanus (Thomas, 1910)
- Perodicticus potto stockleyi (Butynski, 2007)

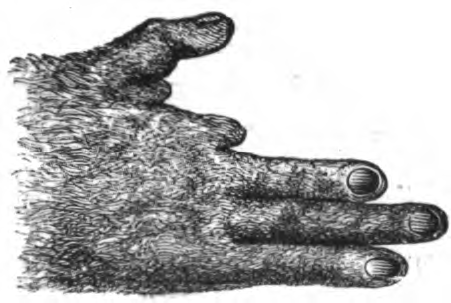
Le deuxième doigt de la main du potto n'est pas développé (Mivart 1871)

## Distribution
L'aire de répartition du potto se situe en Afrique équatoriale :
- P. p. potto. De la Guinée orientale au Nigeria, éventuellement jusqu'au fleuve Niger.

- P. p. edwardsi. Du fleuve Niger (07°01'E) au Nigeria, vers le sud jusqu'au nord de l'Angola, et vers l'est dans le bassin du Congo (rive gauche et sud du fleuve Congo) jusqu'à Irneti (00°07'N; 21°38'E), et au sud jusqu'à Mayombe, peut-être jusqu'à la rivière Kasaï en République démocratique du Congo.

- P. p. ibeanus. De la rive gauche/orientale de l'Oubangui au nord et nord-ouest de la République démocratique du Congo, vers le sud jusqu'à la rive droite (nord) du fleuve Congo, au sud le long de la rive droite (est) de la rivière Lualaba jusqu'à la rivière Lulindi, vers l'est aux montagnes d'Itombwe (Baraka) et le coin nord-ouest du lac Tanganyika, et vers le nord-est à travers le NW du Burundi, Rwanda, l'ouest et le sud de l'Ouganda et le SW du Kenya.
- P. p. stockleyi au Mont Kenya.

## Habitat
En Afrique de l’Ouest, surtout sur la partie sud des pays côtiers, donc de la Guinée jusqu’au Nigeria. Le potto vit dans la canopée des arbres de la forêt tropicale humide, mais également en forêts de plaine, marécageuses ou de petite montagne.